# Don't Touch Me (bài hát của Ailee)
"Don't Touch Me" (phiên âm trong tiếng Hàn: "손대지마") là bài hát của nữ ca sĩ Hàn Quốc Ailee. Bài hát được phát hành thành đĩa đơn thứ 5 trong sự nghiệp của Ailee, dưới định dang kĩ thuật số vào ngày 25 tháng 9 năm 2014 trong EP Magazine, thông qua YMC Entertainment.

## Phát hành
Vào ngày 21 tháng 9, Ailee cho ra mắt một đoạn video ngắn cho một bài hát trong EP có tựa đề là "Don't Touch Me". Vào ngày 25 tháng 9 năm 2014, Ailee phát hành Magazine dưới định dạng kĩ thuật số và video ca nhạc cho bài hát "Don't Touch Me".
"Don't Touch Me" đã đạt vị trí cao nhất #2 trên bảng xếp hạng Gaon Single Chart vào tuần 27 tháng 9 năm 2014.

## Quảng bá
Việc quảng bá cho "Don't Touch Me" khởi động từ ngày 25 tháng 9, trên chương trình M! Countdown của kênh truyền hình Mnet. Ailee cũng quảng bá cho bài hát trên chương trình Music Bank của kênh truyền hình trung ương Hàn Quốc KBS, trên Music Core của đài MBC và trên chương trình Inkigayo của đài SBS trong tháng 9 và tháng 10.

## Giải thưởng
Vào ngày 24 tháng 7 năm 2014, Ailee lần đầu tiên thắng giải thưởng của một chương trình truyền hình âm nhạc với bài hát "Don't Touch Me". Chương trình đó là Inkigayo của đài truyền hình SBS. Ailee cũng giành 1 giải thưởng trên chương trình Music Bank, Music Core và Music Champion.

## Vị trí trên các bảng xếp hạng
| Bảng xếp hạng (2014)         | Vị trí cao nhất | Chú thích |
| ---------------------------- | --------------- | --------- |
| Gaon Singles Chart           | 2               | [ 5 ]     |
| Gaon Local Singles Chart     | 2               | [ 5 ]     |
| Gaon Streaming Singles Chart | 6               | [ 5 ]     |
| Gaon Download Singles Chart  | 1               | [ 5 ]     |
| Gaon BGM Chart               | 5               | [ 5 ]     |
| Gaon Mobile Ringtone Chart   | 1               | [ 5 ]     |
| Gaon Karaoke Chart           | 3               | [ 5 ]     |

## Phân công sản xuất
- Ailee - Hát chính, sáng tác
- Min Yun-jae, Jakops - Sáng tác
- Kim Do Hoon, Seo Jae-woo - Sản xuất, sắp xếp, âm nhạc